# 内務次官
内務次官（ないむじかん）は、日本の内務省：1873年（明治6年） - 1947年（昭和22年）の次官。職業公務員（官僚）が昇進して到達する最高位の役職（資格任用制）である。

## 概要
1886年（明治19年）に各省官制が制定され、内務省にも次官職が設置された。1900年（明治33年）5月に各省次官は総務長官と改称されたが、三年後の1903年（明治36年）12月に元の次官に戻された。
内務次官は、警保局長、警視総監と共に「内務三役」と呼ばれ、退任後は貴族院の勅選議員に選任される者もいた。戦前の官僚機構のトップである内閣書記官長や、枢密顧問官に選任される者もいた。
戦後の1947年（昭和22年）12月31日、「内務省及び内務省の機構に関する勅令等を廃止する法律」（昭和22年12月26日法律第238号）により内務省が廃止され、内務次官も廃された。

## 歴代内務次官

### 内務次官
| 氏名         | 就任日                     | 退任日                     | 前職         | 備考                       |
| ------------ | -------------------------- | -------------------------- | ------------ | -------------------------- |
| 芳川顕正     | 1886年（明治19年）03月03日 | 1890年（明治23年）05月17日 | 東京府知事   | 逓信大臣、内務大臣         |
| 白根専一     | 1890年（明治23年）05月17日 | 1892年（明治25年）07月15日 | 愛知県知事   | 逓信大臣                   |
| 北垣国道     | 1892年（明治25年）07月16日 | 1892年（明治25年）07月19日 | 京都府知事   | 北海道庁長官               |
| 渡辺千秋     | 1892年（明治25年）07月19日 | 1894年（明治27年）01月31日 | 北海道庁長官 | 宮内大臣                   |
| 松岡康毅     | 1894年（明治27年）01月31日 | 1896年（明治29年）11月21日 |              |                            |
| 松平正直     | 1896年（明治29年）11月21日 | 1897年（明治30年）01月06日 | 熊本県知事   |                            |
| 中村元雄     | 1897年（明治30年）01月06日 | 1898年（明治31年）01月12日 | 群馬県知事   | 貴族院勅選議員             |
| 松岡康毅     | 1898年（明治31年）01月12日 | 1898年（明治31年）07月04日 |              | 農商務大臣、枢密顧問官     |
| 鈴木充美     | 1898年（明治31年）07月04日 | 1898年（明治31年）11月09日 |              | 衆議院議員                 |
| 松平正直     | 1898年（明治31年）11月09日 | 1899年（明治32年）04月07日 |              | 貴族院勅選議員、枢密顧問官 |
| 小松原英太郎 | 1899年（明治32年）04月07日 | 1900年（明治33年）05月20日 | 司法次官     |                            |

### 内務総務長官
| 氏名         | 就任日                     | 退任日                     | 前職           | 備考                     |
| ------------ | -------------------------- | -------------------------- | -------------- | ------------------------ |
| 小松原英太郎 | 1900年（明治33年）05月20日 | 1900年（明治33年）10月25日 | 内務次官       | 文部大臣                 |
| 大森鍾一     | 1900年（明治33年）10月25日 | 1902年（明治35年）02月08日 | 兵庫県知事     | 皇后宮大夫、皇太后宮大夫 |
| 山県伊三郎   | 1902年（明治35年）02月08日 | 1903年（明治36年）12月05日 | 内務省地方局長 |                          |

### 内務次官
| 氏名       | 就任日                     | 退任日                     | 前職                                    | 備考                                                        |
| ---------- | -------------------------- | -------------------------- | --------------------------------------- | ----------------------------------------------------------- |
| 山県伊三郎 | 1903年（明治36年）12月05日 | 1906年（明治39年）01月07日 | 内務総務長官                            | 逓信大臣、朝鮮総督府政務総監                                |
| 吉原三郎   | 1906年（明治39年）01月17日 | 1908年（明治41年）07月20日 | 内務省地方局長                          | 2代東洋拓殖株式会社総裁 臨時議会事務局出身                  |
| 一木喜徳郎 | 1908年（明治41年）07月20日 | 1911年（明治44年）09月04日 |                                         | 文部大臣（現文部科学大臣）、内務大臣                        |
| 床次竹二郎 | 1911年（明治44年）09月04日 | 1912年（大正元年）12月21日 | 樺太庁長官                              | 大蔵官僚。内務大臣、鉄道大臣、逓信大臣                      |
| 押川則吉   | 1912年（大正元年）12月21日 | 1913年（大正02年）02月21日 | 農商務次官                              | 貴族院勅選議員、製鉄所長官                                  |
| 水野錬太郎 | 1913年（大正02年）02月21日 | 1914年（大正03年）04月16日 | 内務省地方局長                          |                                                             |
| 下岡忠治   | 1914年（大正03年）04月16日 | 1915年（大正04年）07月02日 | 枢密院書記官長                          | 農商務次官、朝鮮総督府政務総監                              |
| 久保田政周 | 1915年（大正04年）07月02日 | 1916年（大正05年）12月27日 | 東京府知事（現東京都知事）              | 横浜市長、東洋拓殖総裁                                      |
| 水野錬太郎 | 1916年（大正05年）12月27日 | 1918年（大正07年）04月23日 |                                         | 内務官僚。内務大臣、文部大臣 朝鮮総督府政務総監             |
| 小橋一太   | 1918年（大正07年）04月25日 | 1922年（大正11年）06月14日 | 内務省土木局長                          | 文部大臣、東京市長                                          |
| 川村竹治   | 1922年（大正11年）06月14日 | 1922年（大正11年）10月24日 | 内閣拓殖局長官                          | 司法大臣                                                    |
| 堀田貢     | 1922年（大正11年）10月24日 | 1923年（大正12年）06月15日 | 警視総監                                |                                                             |
| 井上孝哉   | 1923年（大正12年）06月15日 | 1923年（大正12年）09月05日 | 神奈川県知事                            |                                                             |
| 塚本清治   | 1923年（大正12年）09月05日 | 1924年（大正13年）01月09日 | 内務省社会局長                          | 内閣書記官長、貴族院勅選議員                                |
| 井上孝哉   | 1924年（大正13年）01月09日 | 1924年（大正13年）06月11日 |                                         | 衆議院議員、大阪府知事                                      |
| 湯浅倉平   | 1924年（大正13年）06月11日 | 1925年（大正14年）09月04日 | 警視総監                                | 朝鮮総督府政務総監、内大臣                                  |
| 川崎卓吉   | 1925年（大正14年）09月04日 | 1927年（昭和02年）04月23日 | 内務省警保局長                          | 鈴木喜三郎内相により更迭。 文部大臣、商工大臣               |
| 安河内麻吉 | 1927年（昭和02年）04月23日 | 1927年（昭和02年）07月15日 | 神奈川県知事                            | 在職中に死去。                                              |
| 杉山四五郎 | 1927年（昭和02年）07月19日 | 1928年（昭和03年）05月16日 | 京都府知事                              |                                                             |
| 潮惠之輔   | 1928年（昭和03年）05月16日 | 1931年（昭和06年）08月08日 | 内務省地方局長                          |                                                             |
| 次田大三郎 | 1931年（昭和06年）08月08日 | 1931年（昭和06年）12月13日 | 内務省警保局長                          | 内閣書記官長                                                |
| 河原田稼吉 | 1931年（昭和06年）12月13日 | 1932年（昭和07年）05月27日 | 台湾総督府総務長官                      | 内務大臣、文部大臣                                          |
| 潮惠之輔   | 1932年（昭和07年）05月27日 | 1934年（昭和09年）07月10日 |                                         | 内務大臣、文部大臣                                          |
| 丹羽七郎   | 1934年（昭和09年）07月10日 | 1935年（昭和10年）06月28日 | 内務省社会局長官                        | 東北大農・京大法卒                                          |
| 赤木朝治   | 1935年（昭和10年）06月28日 | 1936年（昭和11年）03月13日 | 内務省社会局長官                        | 戦前戦後と癩予防法制定・らい予防法にも携わる                |
| 湯沢三千男 | 1936年（昭和11年）03月13日 | 1937年（昭和12年）02月10日 | 兵庫県知事                              | 内務大臣                                                    |
| 篠原英太郎 | 1937年（昭和12年）02月10日 | 1937年（昭和12年）06月05日 | 愛知県知事                              | 京都市長                                                    |
| 広瀬久忠   | 1937年（昭和12年）06月05日 | 1937年（昭和12年）12月24日 | 内務省社会局長官                        | 初代厚生次官、厚生大臣                                      |
| 羽生雅則   | 1937年（昭和12年）12月24日 | 1938年（昭和13年）06月24日 | 三重県知事                              |                                                             |
| 館哲二     | 1938年（昭和13年）06月24日 | 1939年（昭和14年）09月05日 | 東京府知事                              | 富山県知事、参議院議員                                      |
| 大達茂雄   | 1939年（昭和14年）09月05日 | 1940年（昭和15年）07月24日 | 北支那方面軍法制顧問                    | 満州国総務庁長、昭南特別市長 東京都長官、内務大臣、文部大臣 |
| 挟間茂     | 1940年（昭和15年）07月24日 | 1940年（昭和15年）12月23日 | 茨城県知事                              | 2代目日本住宅公団総裁                                       |
| 萱場軍蔵   | 1940年（昭和15年）12月23日 | 1941年（昭和16年）10月18日 | 警視総監                                |                                                             |
| 湯沢三千男 | 1941年（昭和16年）10月18日 | 1942年（昭和17年）02月17日 | 大日本産業報国会理事長                  | 内務大臣                                                    |
| 山崎巌     | 1942年（昭和17年）02月17日 | 1943年（昭和18年）04月22日 | 警視総監                                |                                                             |
| 唐沢俊樹   | 1943年（昭和18年）04月22日 | 1944年（昭和19年）07月25日 | 東亜研究所常務理事                      | 法務大臣                                                    |
| 山崎巌     | 1944年（昭和19年）07月25日 | 1945年（昭和20年）04月09日 |                                         | 内務大臣、自治大臣                                          |
| 灘尾弘吉   | 1945年（昭和20年）04月09日 | 1945年（昭和20年）08月19日 | 内務省地方局長                          | 文部大臣、厚生大臣、衆議院議長                              |
| 古井喜実   | 1945年（昭和20年）08月19日 | 1945年（昭和20年）10月10日 | 愛知県知事                              | 法務大臣、厚生大臣                                          |
| 坂千秋     | 1945年（昭和20年）10月10日 | 1946年（昭和21年）01月15日 | 北海道庁長官（現北海道知事）            | 普通選挙法、日本国憲法施行に携わる                          |
| 大村清一   | 1946年（昭和21年）01月15日 | 1946年（昭和21年）05月22日 | 日本育英会理事長 （現日本学生支援機構） | 内務大臣、防衛庁長官（現防衛大臣）                          |
| 飯沼一省   | 1946年（昭和21年）05月22日 | 1947年（昭和22年）02月04日 | 神祇院副総裁                            | 東京都長官（現東京都知事）                                  |
| 斎藤昇     | 1947年（昭和22年）02月04日 | 1947年（昭和22年）06月09日 | 山梨県知事                              | 初代警察庁長官、東大農･東大法卒                             |
| 鈴木幹雄   | 1947年（昭和22年）06月09日 | 1947年（昭和22年）12月31日 | 警視総監                                | 最後の内務次官、京大法卒                                    |